# Berlin-Niederschöneweide
Niederschöneweide ist ein Ortsteil des Bezirks Treptow-Köpenick von Berlin.

## Geographie
Niederschöneweide befindet sich im nordwestlichen Teil des Bezirks Treptow-Köpenick. Es liegt am südlichen Ufer der Spree gegenüber dem Ortsteil Oberschöneweide. Die Grenze verläuft am Ufer auf Niederschöneweider Seite. Die nördliche Grenze bildet der Britzer Verbindungskanal. Der Ortsteil grenzt im Osten an Spindlersfeld, im Südosten an Adlershof, im Südwesten an Johannisthal und im Nordwesten an Baumschulenweg. Im Osten des Ortsteils Niederschöneweide liegt die Ortslage Oberspree.
Das Gelände Niederschöneweides ist flach und stark bebaut. Die einzigen größeren zusammenhängenden Grünflächen befinden sich im Osten des Ortsteils in Form von Kleingartenanlagen.

## Geschichte

### Erste Siedlungen
Der Name „Schöne Weyde“ wird das erste Mal 1598 in einer Reisebeschreibung des Kurfürsten Joachim II. erwähnt. Sie beschreibt eine ausgedehnte Uferwiese links der Spree in Flussrichtung. Auf alten Karten gibt es auf dem Gebiet des heutigen Niederschöneweide eine Ansiedlung mit dem Namen „Theer Ofer“. Man vermutet aufgrund von vorhandenem Quellenmaterial, dass hier zu Beginn des 17. Jahrhunderts die Schwelerei von Teer aufgenommen wurde. Die Hütte des Teerschwelers stand am Ufer, wo die beschriebene Wiese wieder in Wald überging. Während des Dreißigjährigen Krieges wurde die Schwelerei ruiniert und danach wieder neu errichtet. Die Kurmärkische Kammer vergab den Teerofen regelmäßig für drei bis sechs Jahre an einen Zeitpächter, der dem Amt Köpenick untergeordnet war. Friedrich II. bewilligte 1753 persönlich das Bauholz für ein neues Haus auf dem „Schöneweidischen Teerofen“. Das Aufbauwerk fiel aber wenig später dem Siebenjährigen Krieg zum Opfer. Sein Bewohner, der als Rekrut eingezogen wurde, kehrte aus dem Krieg nicht zurück. Während des Krieges plünderten österreichische und russische Truppen die Teerschwele aus.

Der Teerbrenner
(Stich von J. W. Meil)

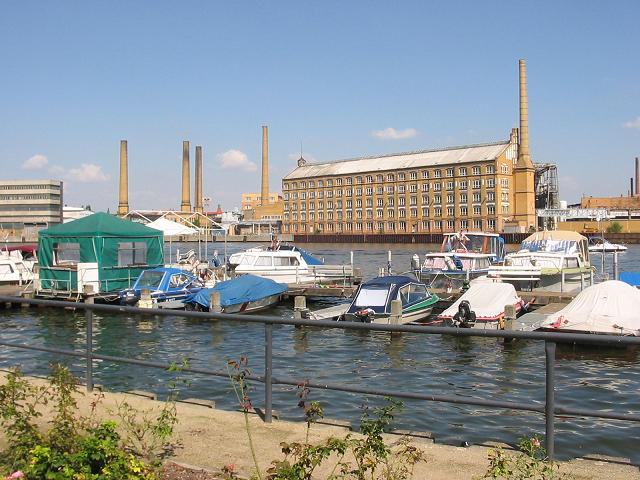
Blick über die Spree nach Oberschöneweide

Trotz des Krieges wurde die friderizianische Binnenkolonisation erfolgreich fortgesetzt. Nach dem Siebenjährigen Krieg existierten auf dem südlichen Ufer der Spree sieben Ansiedlungen auf nur einer halben Meile. Es waren sowohl landwirtschaftliche als auch gewerbliche Siedlungen. Für diese als „Etablissements bei der schönen Weide“ oder auch „Etablissements bei Köpenick“ bezeichneten Stellen wurden am 1. November 1764 Erbverschreibungen vom Amt Köpenick ausgefertigt. Die Teerschwelerei wurde von einem Kolonisten aus Sachsen übernommen. Aber die Zeit der Teerschwelerei ging langsam zu Ende. Als neues Gewerbe entfaltete sich die Bleicherei, die parallel zu der in Köpenick aufblühenden Textilerzeugung entstand. 1778 verkaufte der letzte Kohlenschweler sein Erbrecht an einen Köpenicker Bleicher.
Um 1800 wohnten 42 Menschen in den Etablissements. Es existierten dort außer den Bleichereien und Kattundruckereien auch eine Salpetersiederei, eine Fabrik für Kruken, ein Judenhof und der Gasthof Neuer Krug. Die Siedlungen bildeten keine kommunale Einheit und hatten auch keinen offiziellen Namen. Im Jahr 1810 wurden die Etablissements nach der Auflösung des Amtes Köpenick dem Berliner Polizeibezirk unterstellt. Die noch zu entrichtenden Erbzinsgelder wurden vom Rentamt Mühlenhof eingezogen. Gebietsmäßig gehörten die Etablissements zum Kreis Teltow.
Zunächst breiteten sich weitere Bleicher und Kattundrucker zu beiden Seiten der Spree aus. Als erste Neugründung des Fabrikzeitalters entstand 1834 die Kattundruckerei Wolff, sie betrieb 13 Dampfmaschinen von 150 PS und hatte 250 Beschäftigte. Ihr folgte 1869 die einst namhafte Shoddy- und Wollwarenfabrik John Blackburn. Mit der Wollfabrik kamen auch englische Fachkräfte mit ihren Familien und lebten mit den Ansässigen in Ortsgemeinschaft.

### Selbstständiger Gemeindebezirk
Von amtlicher Seite waren seit 1850 Überlegungen im Gange, die Siedlungen am linken Spreeufer mit einem bestehenden Kommunalbezirk zu vereinigen oder einen selbstständigen Gemeindebezirk zu bilden. Unter den länger Ansässigen war man hierzu sehr unterschiedlicher Auffassung. Investitionswillige Fabrikanten drangen auf einen selbstständigen Gemeindebezirk. 1867 gelang es dem Berliner Lederfabrikanten Dotti und dem Chemieunternehmer Louis Kunheim, das Amt Mühlenhof zu überzeugen. Der Beschluss musste aber noch den langen Weg durch die Instanzen gehen. Am 9. August 1878 wurden dann endlich alle Gewerbe-, Fabrik- und Villengrundstücke zur Gemarkung eines eigenen Gemeindebezirkes mit dem Namen „Niederschöneweide“ erklärt. Von der Königlichen Regierung zu Potsdam erhielt die neue Landgemeinde zwischen der Grünauer Straße (heute: Michael-Brückner-Straße) und Berliner Straße (heute: Schnellerstraße) ein Grundstück zum Schulhausbau. Die Schule, die ein Jahr später fertiggestellt war, besuchten anfangs auch Kinder aus Oberschöneweide und Johannisthal. Der Schulbesuch war aber nur für die Kinder des eigenen Ortes kostenlos. Bis zum Kirchenbau um 1908 blieb Niederschöneweide im Verband der Stadtkirche Köpenick.

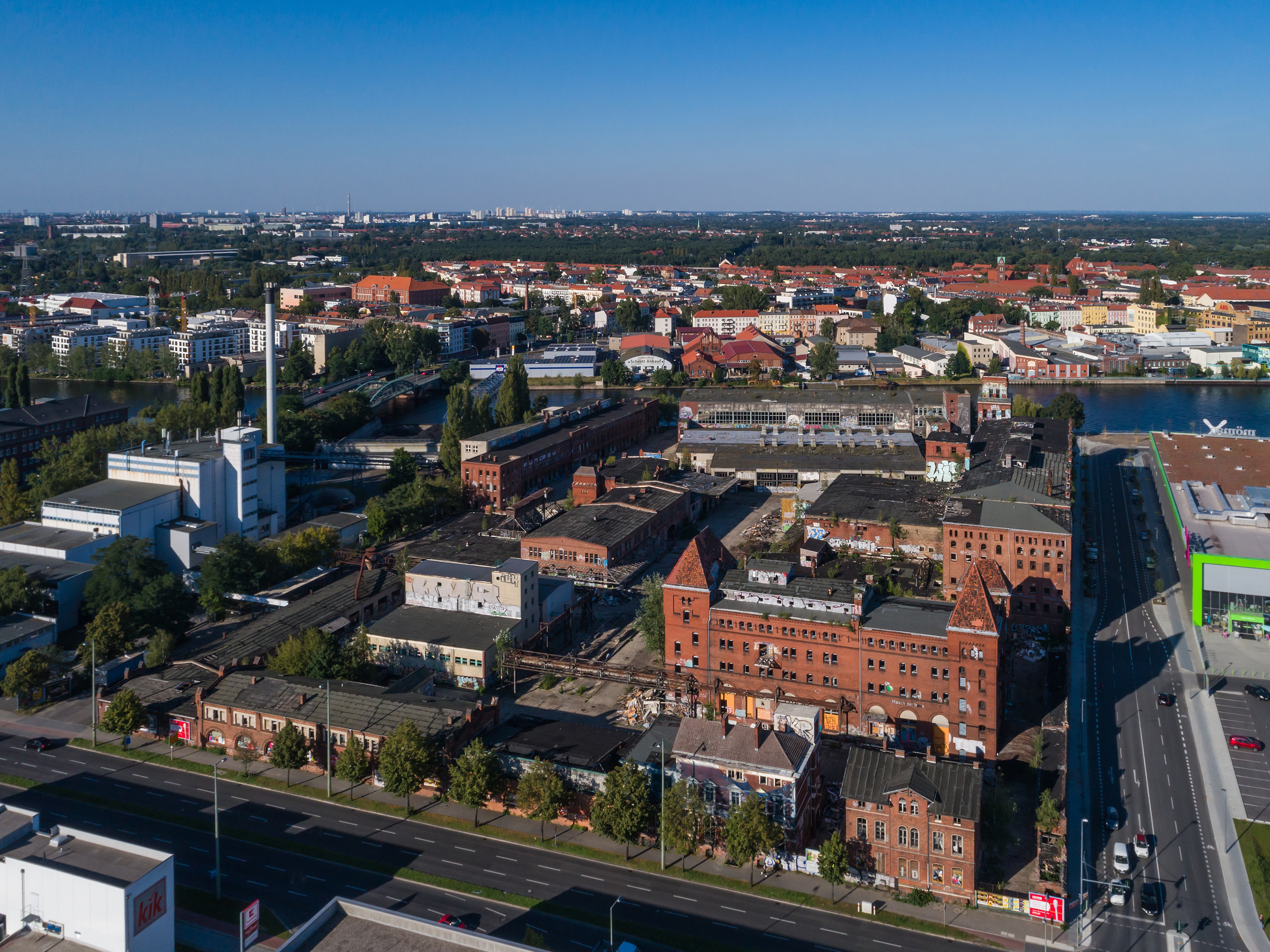
Industriearchitektur von 1888, ehemalige Bärenquell-Brauerei

Die Entwicklung des Ortes Niederschöneweide verlief weiterhin im Fahrwasser der Industrialisierung. Nachdem sich bisher hauptsächlich Textilgewerbe und -fabriken an beiden Seiten der Spree niederließen, kamen nach und nach auch andere Produktionszweige dazu. Genannt seien hier die bereits 1871 hierher gezogene Kunheimsche Chemische Fabrik Kanne (1928: Kali Chemie AG), 1880 die Brauerei Borussia Meinert und Kampfhenkel (1898: Schultheiß-Brauerei AG), 1881 die Schal- und Tuchfabrik Anton und Alfred Lehmann, 1890 die Deutschen Messingwerke Flunkert, Kretzer und Eveking und 1902 das Hüttenwerk Ginsberg. Zu dieser Zeit waren die künftigen Standorte von AEG und Niles am gegenüberliegenden Spreeufer noch grüne Wiese.

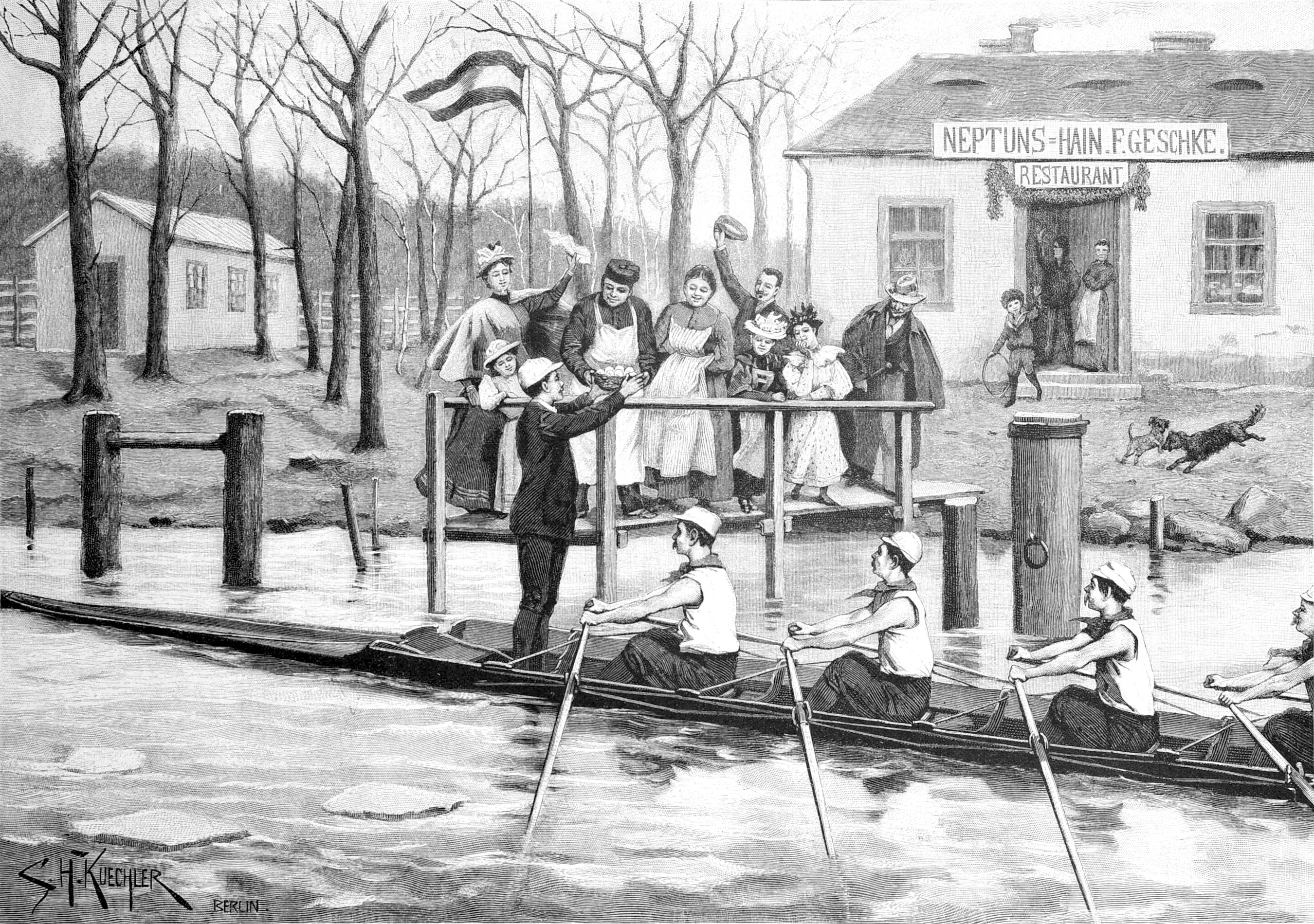
Ruderer auf der Oberspree vor Neptunshain

Trotz der zunehmenden Industrialisierung erweckte Niederschöneweide im letzten Drittel des 19. Jahrhunderts den Eindruck eines aufsteigenden Ausflugsortes. Seit 1866 existieren zwei Dampferanlegestellen – je eine für das Lokal Neuer Krug und das Café Essig, aus dem später das Restaurant Sedan wurde. In den Sommermonaten trafen alle zwei Stunden Schiffe der Berliner Dampfschiffahrts-Gesellschaft mit zahlreichen Gästen ein, die hier ihren Aufenthalt in hübschen Gartenanlagen, Glaspavillons, auf Kegelbahnen und Spielplätzen bei einer vorzüglichen Bewirtung genießen konnten. In den 1870er und 1880er Jahren entstanden weitere Garten- und Vergnügungslokale wie Neptunshain und Hasselwerder aber auch die pompöse Einrichtung der Borussia-Brauerei, die ihren Gästen einen Biergarten voller romantisierender Felsen, Grotten, Springbrunnen, Türme, kolossaler Kaiserbüsten, eigenem Wasserbetrieb und einen Tanzsaal für 2.000 Gäste bot. Mit den gastronomischen Einrichtungen am gegenüber liegenden Spreeufer, dem heutigen Oberschöneweide, entstand ein Erholungsgebiet, in das seit der Eröffnung 1874 des Eisenbahnhaltepunktes Neuer Krug-Johannisthal (heute: Bahnhof Berlin-Schöneweide) bis zu 50.000 Menschen strömten.

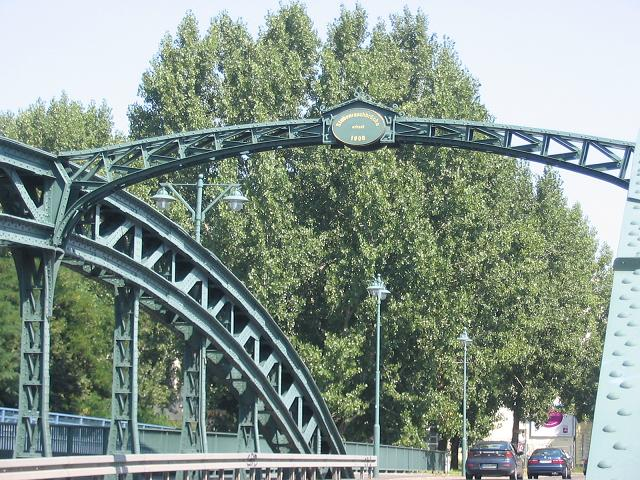
Stubenrauchbrücke von 1908 nach Oberschöneweide

Infolge der immer stärkeren Industrialisierung, durch die ansehnliche Summen in die Steuerkasse flossen, verschwanden die Ausflugslokale allmählich. Das Geld wurde dringend für die notwendig gewordenen Wege- und Straßenbauten und deren Anbindung an das Chausseenetz des Kreises Teltow benötigt. 1885 wurde mit Mitteln des Kreises eine Kettenfähre zur Fußüberquerung über die Spree angelegt. Eine 1890–1891 erbaute Holzbrücke, über die auch die Gleise der Industriebahn Oberschöneweide führten und Oberschöneweide an die Bahnstrecke Berlin–Görlitz anschlossen, ersetzte die Fähre. Mit dem Kaisersteg, einer Fußgängerbrücke zum Großteil finanziert durch die AEG, entstand 1898 ein zweiter Spreeübergang. Erst 1904 wurde mit der Treskowbrücke und 1908 mit dem Ersatz der baufällig gewordenen Holzbrücke durch die stählerne Stubenrauchbrücke große tragfähige Übergänge nach Oberschöneweide geschaffen. Alle Brücken wurden von der Gemeinde Oberschöneweide oder dort ansässigen Firmen gebaut.
Seit der Gemeindebildung wurden vielfältige Strukturmaßnahmen zielstrebig verwirklicht. So wurde unter anderem eine Postdienststelle eingerichtet (1884), ein Liefervertrag mit den Berliner Elektricitäts-Werken geschlossen (1887), eine oberirdische Telegrafenlinie gebaut (1892), eine Apothekenfiliale, die Feuerwehr Niederschöneweide, eine Flussbadeanstalt und eine Zahlstelle der gemeinsamen Ortskrankenkasse für Köpenick und Umgebung errichtet (1895), elektrische Erdkabel für die Straßenbeleuchtung verlegt (1897), eine Aktiengesellschaft Gaswerk Niederschöneweide gegründet (1898), der Anschluss an das Trinkwasserleitungssystem der Berliner Wasserwerke hergestellt und gleichzeitig die Straßenbrunnen beseitigt (1900) und ein Gemeindefriedhof angelegt (1910–1912). Da die Grundstücke in Schöneweide durch die ständig fortschreitende Industrialisierung begehrt und teuer waren, wurde für den Friedhof ein Grundstück in Altglienicke erworben. Heute ist er der Städtische Friedhof Altglienicke.
Der 1874 angelegte Haltepunkt Neuer Krug-Johannisthal der Berlin-Görlitzer Eisenbahn wurde zwischen 1880 und 1882 zum Bahnhof Johannisthal-Niederschöneweide ausgebaut. Auf Antrag der Gemeinde wurde der Bahnhof 1896 in Niederschöneweide-Johannisthal umbenannt, da sie zum einen die Streckenverlängerung nach Spindlersfeld mitfinanziert hatte und zum anderen mehrere Betriebe private Werkbahnanschlüsse an das Schienennetz unter dieser Anschrift besaßen. 1929 wurde der Bahnhof noch einmal in den heute noch gültigen Namen Bahnhof Schöneweide umbenannt. Der öffentliche Nahverkehr wurde zu dieser Zeit durch mehrere Straßenbahnlinien der Berliner Ostbahnen ergänzt, deren Strecken teilweise noch gegenwärtig im Netz der Berliner Straßenbahn bestehen.
Laut der Vorortbauordnung von 1892 war Niederschöneweide als Landhausbezirk vorgesehen, doch erwies sich diese Planung angesichts der Realitäten schon um die Jahrhundertwende als indiskutabel. Die Bauordnung wurde wieder außer Kraft gesetzt. Auf Grund der industriellen Ansiedlungen entstanden hier sowieso keine herrschaftlichen Villenhäuser mehr. Die Werksbeamten genossen meistens den Vorzug von Dienstwohnungen auf den Firmengeländen. Für die einfachen Arbeiter wurden alle Flächen, die nicht für Produktionsstätten genutzt wurden, gewinnsüchtig und unsozial mit drei- und viergeschossigen Mietshäusern bebaut. Zudem besaßen die Mietshäuser auf der Hofseite häufig noch Seitenflügel und bis zu zwei Hinterhäuser. Durch die immer massiver betriebene Bautätigkeit entstand das gravierende Problem der Brauchwasserentsorgung. Zwar durften 1895 einige Grundstücke, darunter auch das Gemeindehaus, eine genehmigte unterirdische Entsorgungsanlage für Wirtschafts- und Niederschlagswasser anlegen, doch bedurfte die Entsorgung einer generellen Lösung. Da Niederschöneweide mit diesem Problem nicht alleine konfrontiert war, verbanden sich 1902 die Gemeinden Adlershof, Altglienicke, Grünau, Johannisthal, Rudow und Niederschöneweide, um die Einführung einer geregelten Kanalisation gemeinsam in Angriff zu nehmen. Die führende Rolle fiel Niederschöneweide zu. Es stellte nicht nur den Vorsitzenden und war Geschäftssitz, ihm galt auch das erste Teilprojekt der stufenweise realisierten Gesamtanlage. Mit dem Kanalisationsprojekt betraute der Verband die Städtereinigungsgesellschaft Wiesbaden, er leitete den Bau und späteren Betrieb sowie die Unterhaltung des Druckrohrsystems. Die Tätigkeit des Verbandes endete erst nach der Bildung von Groß-Berlin. Anfang des 20. Jahrhunderts bot Niederschöneweide das Bild eines zusammenhängenden Industrie- und Arbeiterwohngebietes mit großstädtisch anmutenden Straßenzügen.

### Eingemeindung nach Berlin

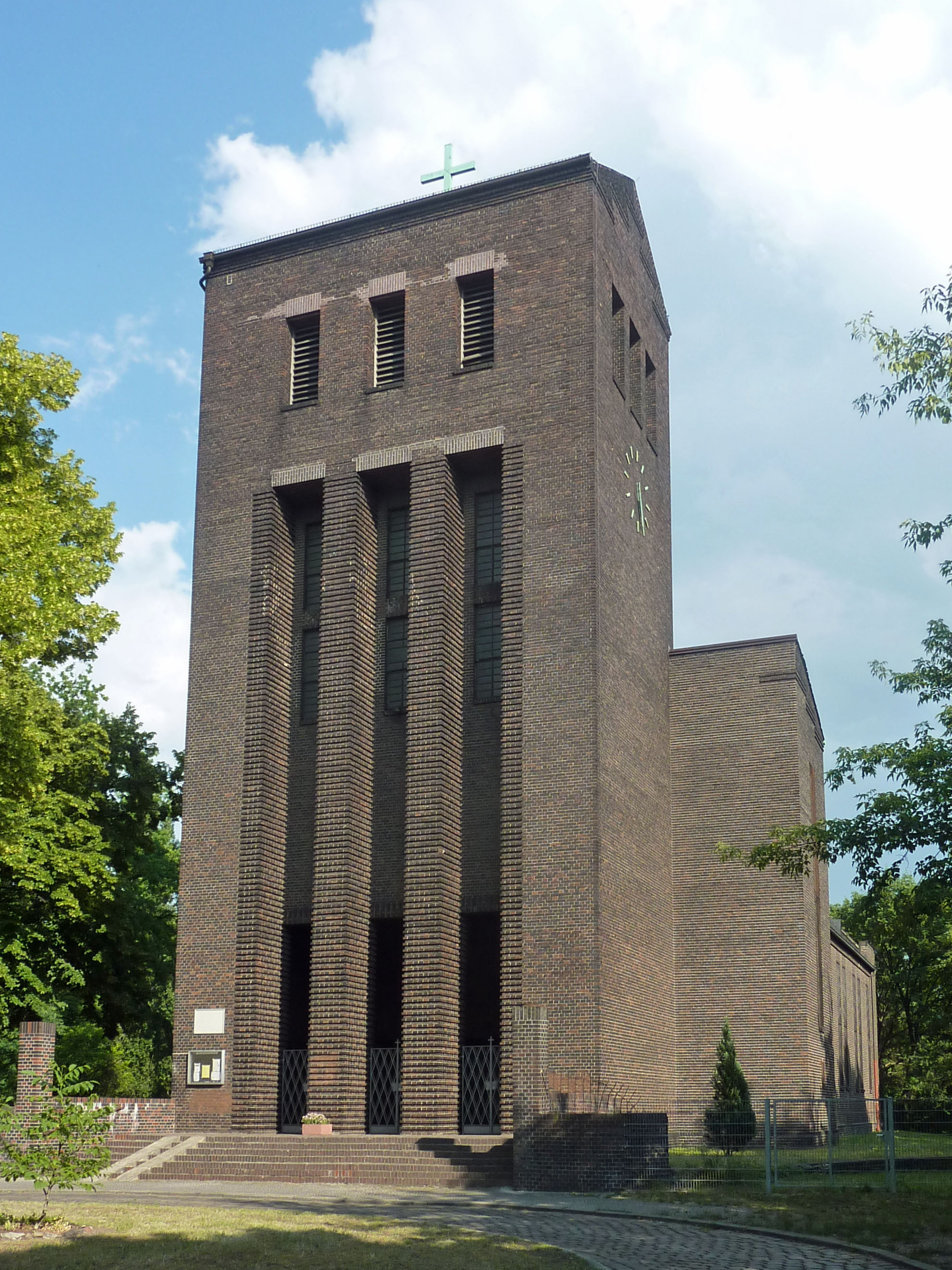
Evangelische Friedenskirche

Am 1. Oktober 1920 trat das Gesetz über die Bildung einer neuen Stadtgemeinde Berlin in Kraft. Laut Gesetz bildeten Niederschöneweide und andere Landgemeinden den 15. Verwaltungsbezirk Treptow von Groß-Berlin. Die Gemeindevertretungen der eingegliederten Landgemeinden wirkten nur noch kurze Zeit kommissarisch fort. Sie wurden von ihren Verantwortungen entpflichtet und als örtliche Dienststellen in die Bezirksverwaltung eingegliedert. So endete die kommunale Selbstständigkeit Niederschöneweides schon nach 42 Jahren.
Die Industrialisierung und der Wohnungsbau ging ungebrochen weiter. Um die Wohnungsnot zu mildern, wurden im ganzen Bezirk neue Siedlungen gegründet. Im Osten Niederschöneweides entstand 1924 die Siedlung Oberspree. In den Jahren 1926–1928 wurden Verbesserungen am städtischen Straßennetz durchgeführt. So wurden die Stubenrauchbrücke über die Spree nach Oberschöneweide umgebaut und die Oberspreestraße als Hauptverbindungsweg nach Köpenick ausgebaut. 1930 bezog die Allgemeine Ortskrankenkasse einen großzügigen Verwaltungsneubau in der Fennstraße. Niederschöneweide erhielt 1930 auch eine neue Kirche, die von Fritz Schupp und Martin Kremmer im Bauhausstil entworfene evangelische Friedenskirche.
Bedingt durch die Weltwirtschaftskrise kam es ab 1929 auch in Niederschöneweide zu Massenentlassungen.

### Zeit des Nationalsozialismus

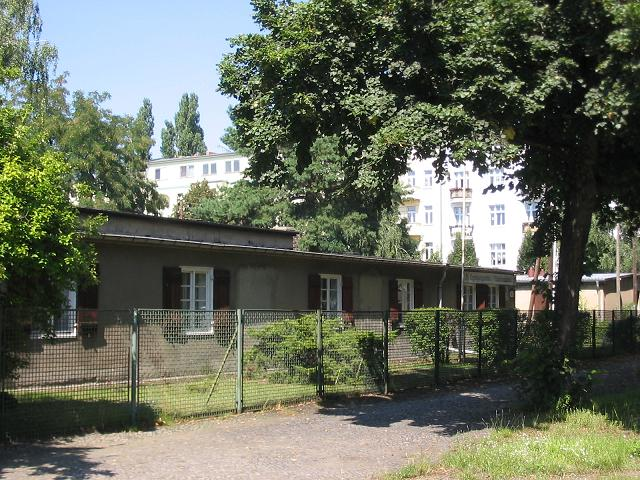
Denkmalgeschützte Barackensiedlung von 1943 für Zwangsarbeiter

Während der Zeit des Nationalsozialismus entwickelte sich Niederschöneweide aufgrund seiner Metall- und chemischen Industrie schnell zu einem wichtigen Standort der Rüstungsproduktion. Für das Gesundheitsamt entstand in der Hasselwerderstraße ein Neubau, in dem unter anderen die Abteilungen Erb- und Rassenpflege, Säuglingspflege, Schularzt und Schulzahnklinik untergebracht waren. Für die SA-Standarte 5 „Horst Wessel“ errichtete man am Ende der Sedanstraße (heute: Bruno-Bürgel-Weg) ein Gebäude, das gleichzeitig als HJ-Heim für Niederschöneweide diente. 1933 erfuhr der Kreuzungsbereich vor dem Bahnhof Schöneweide eine Umgestaltung und das Hauptstraßensystem wurde ausgebaut. Wegen der verstärkten Einberufungen ab 1941 entstand Personalmangel in den Fabriken. Um die Produktion aufrechtzuerhalten, wurden immer mehr Zwangsarbeiter eingesetzt. 1943 ließ Albert Speer für über 2000 Zwangsarbeiter ein Barackenlager zwischen der Britzer-, Sedan- und Grimaustraße errichten. Das Barackenlager steht heute unter Denkmalschutz. Eine Teilfläche davon wurde im Sommer 2006 als Dokumentationszentrum NS-Zwangsarbeit unter dem Träger „Topographie des Terrors“ der Öffentlichkeit zugänglich gemacht.
Am 16. April 1945 begann die letzte große Schlacht des Zweiten Weltkriegs in Europa um Berlin. Am 24. April befand sich Niederschöneweide in den Händen der 8. Gardearmee der 1. Weißrussischen Front. Zuvor hatten deutsche Nachhuttruppen den Kaisersteg und die Treskowbrücke gesprengt.

### Nachkriegs- und DDR-Zeit
Der Bezirk Treptow, und damit auch Niederschöneweide, fiel nach der Aufteilung Groß-Berlins in vier Sektoren durch die alliierten Siegermächte unter sowjetische Kontrolle. Der sowjetische Militärkommandant des Bezirks Treptow bezog sein Quartier in der Fennstraße 18–22 in Niederschöneweide.
Wie überall in den sowjetisch besetzten Gebieten wurden auch in Niederschöneweide zunächst zahlreiche nicht zerstörte Produktionsmittel demontiert und in die Sowjetunion gebracht. Es folgte die Enteignung und spätere Umbildung der Industriebetriebe in Volkseigene Betriebe.
Im Rahmen des Wiederaufbaus von Wohngebieten wurden in der Ortslage Oberspree neue Wohnkomplexe errichtet.
Durch den Mauerbau waren die Verbindungswege nach und durch West-Berlin unterbrochen. Deshalb musste die Infrastruktur ausgebaut werden. Die Schnellerstraße und Grünauer Straße wurden als Teilstück der neuen Fernverkehrsstraße 96 sechsstreifig ausgebaut. Dadurch ging der Zusammenhang von Bahnhof und Ortskern verloren. Der Bahnhof Schöneweide wurde zum Fernverkehrs- und S-Bahnhof Berlin-Schöneweide ausgebaut.

### Zeit seit der Wiedervereinigung Berlins
Nach der deutschen Wiedervereinigung am 3. Oktober 1990 hatten viele Bewohner und Beschäftigte in Niederschöneweide erhebliche Umstellungen zu bewältigen. Aufgrund der sich veränderten Marktlage für die ehemaligen Betriebe der DDR kam es zu Massenentlassungen, Betriebsschließungen und Privatisierungen der Betriebe.
Seit 1994 zählt Niederschöneweide zu den 22 Sanierungsgebieten Berlins. Niederschöneweide hat schwer an seinem industriellen Erbe aus eineinhalb Jahrhunderten zu tragen. Der kontaminierte Boden auf vielen Betriebsflächen muss mit hohen Kosten abgetragen und entgiftet werden. Seit 1994 sind viele neue Bäume und Sträucher gepflanzt worden, und es wurde mit dem Ausbau der Uferpromenade begonnen. Historische Industriearchitektur wurde restauriert und neuen Nutzungen zugeführt.
Am 1. Januar 2001 wurden aufgrund der Verwaltungsreform in Berlin die Bezirke Treptow und Köpenick zum neuen gemeinsamen Bezirk Treptow-Köpenick vereinigt, zu dem Niederschöneweide seitdem gehört.

## Bevölkerung
| Jahr | Einwohner |
| ---- | --------- |
| 1800 | 00.42     |
| 1840 | 00.86     |
| 1858 | 00.80     |
| 1871 | 0.174     |
| 1875 | 0.435     |
| 1880 | 0.470     |
| 1885 | 0.963     |
| 1890 | 1.755     |
| 1895 | 1.962     |
| 1900 | 2.421     |
| 1905 | 3.090     |

| Jahr | Einwohner |
| ---- | --------- |
| 1910 | 07.259    |
| 1919 | 09.611    |
| 1925 | 10.607    |
| 1939 | 10.814    |
| 1946 | 11.014    |
| 1950 | 11.553    |
| 1963 | 12.002    |
| 1991 | 11.139    |
| 1995 | 10.718    |
| 2000 | 10.126    |
| 2007 | 10.016    |

| Jahr | Einwohner |
| ---- | --------- |
| 2010 | 10.232    |
| 2015 | 10.974    |
| 2020 | 13.004    |
| 2021 | 13.559    |
| 2022 | 14.335    |
| 2023 | 14.574    |
| 2024 | 14.508    |

Quelle ab 2007: Statistischer Bericht A I 5. Einwohnerregisterstatistik Berlin. Bestand – Grunddaten. 31. Dezember. Amt für Statistik Berlin-Brandenburg (jeweilige Jahre)

## Sehenswürdigkeiten und Kultur

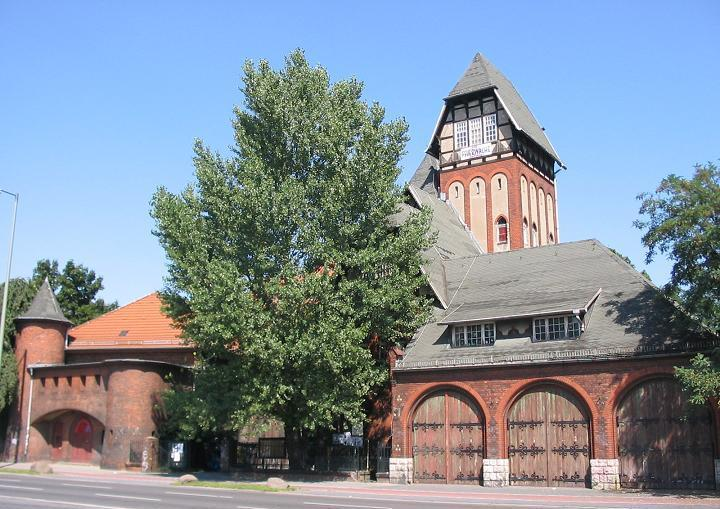
Denkmalgeschützte Alte Feuerwache

### Bauwerke
- Alte Feuerwache
- Altes Amtshaus (Michael-Brückner-Haus)
- Schulgebäude an der Hasselwerder- Ecke Schnellerstraße (Grundschule An der alten Feuerwache)

Siehe auch: Liste der Kulturdenkmale in Berlin-Niederschöneweide

### Freizeiteinrichtungen
- Jugendklub und Jugendschiff ReMiLi, Liegeplatz am Spreeufer am Hasselwerderpark
- Seniorenfreizeiteinrichtung
- Sozial- und Kulturzentrum Ratz-Fatz in Oberspree

## Wirtschaft und Infrastruktur

### Ansässige Unternehmen
- Praxair, Industriegase-Unternehmen
- Früheres Bahnbetriebswerk Berlin-Schöneweide
- Raw Schöneweide der Berliner S-Bahn
- Einkaufszentrum am S-Bahnhof Schöneweide
- Berliner Metallhütten und Halbzeugwerke, 1990 geschlossen

### Verkehr

#### Individualverkehr
Durch den Ortsteil Niederschöneweide führt von Südost nach Nordwest die Bundesstraße 96a. Innerhalb des Ortsteils heißt sie Adlergestell, Michael-Brückner- und Schnellerstraße. Vom Südwesten führen der Sterndamm und die Rixdorfer Straße in den Ortsteil. Aus Richtung Köpenick, von Osten her, kommt man über die Oberspreestraße nach Niederschöneweide. Als Verbindung über die Spree zum gegenüber liegenden Ortsteil Oberschöneweide dienen die Treskowbrücke und die Stubenrauchbrücke. Die im Zweiten Weltkrieg zerstörte Fußgängerbrücke Kaisersteg wurde im September 2007 als Neubau fertiggestellt.
Der Berliner Flächennutzungsplan sieht darüber hinaus den Neubau zweier weiterer Brücken für den Kraftverkehr vor. Die Minna-Todenhagen-Brücke wurde als Teil des Projektes Süd-Ost-Verbindung zwischen Rummelsburger Straße und dem Nordwesten Niederschöneweides Ende 2017 eröffnet, wobei eine Verlängerung bis zur Bundesautobahn 113 in Späthsfelde geplant ist. Zwischen der Wilhelminenhofstraße in Oberschöneweide und der Schnellerstraße ist die Wilhelminenhofbrücke geplant, deren Fertigstellungstermin aber noch offen ist.
Eine Übersicht über die im Ortsteil bestehenden Straßen befindet sich in der Liste der Straßen und Plätze in Berlin-Niederschöneweide.

#### Öffentlicher Personennahverkehr

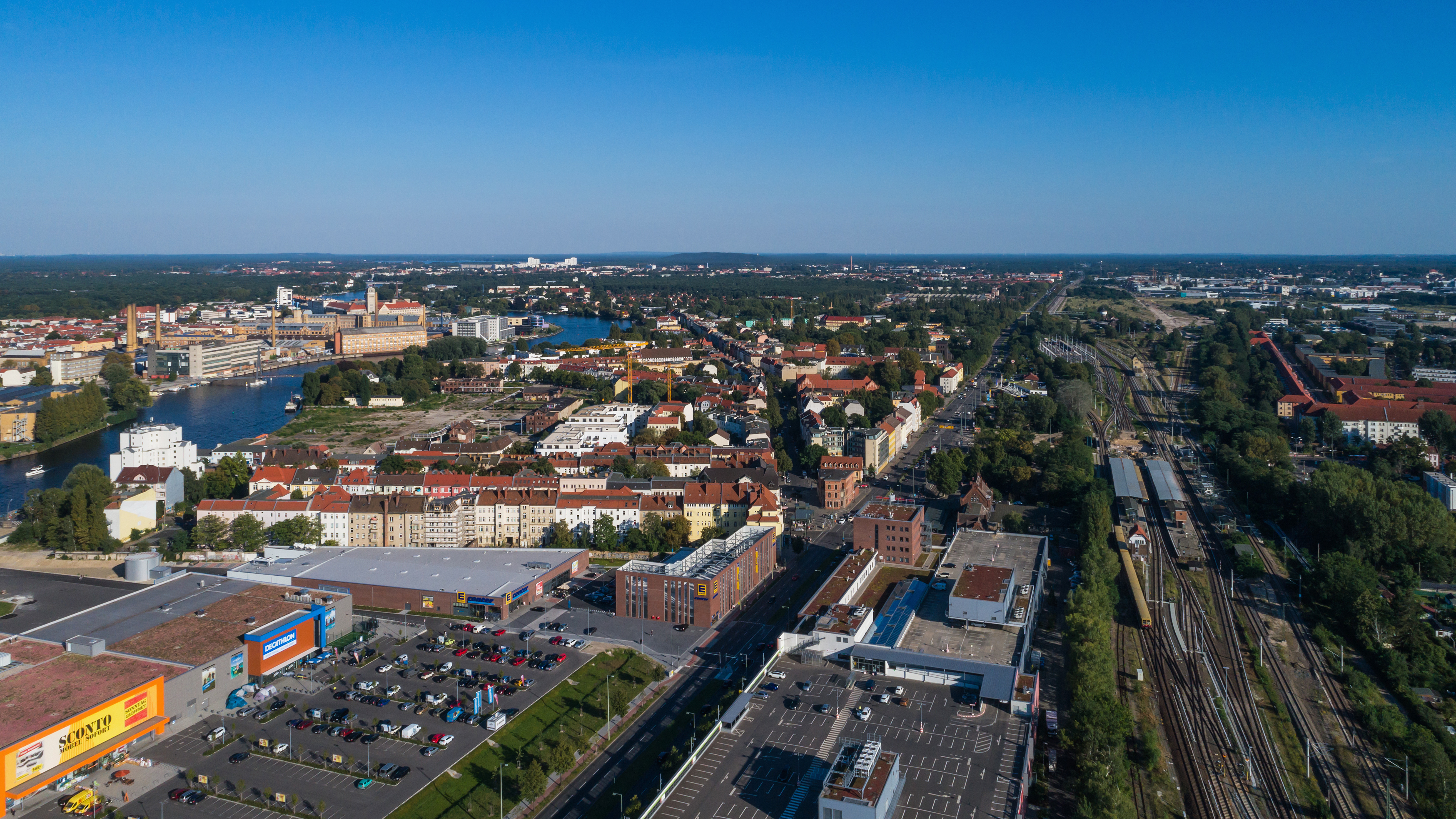
Luftaufnahme, rechts im Bild der Bahnhof Schöneweide

Mit öffentlichen Verkehrsmitteln ist Niederschöneweide mit der S-Bahn, der Straßenbahn und dem Omnibus erreichbar. Der Ortsteil ist mit drei Bahnhöfen, dem S- und Regional-Bahnhof Schöneweide und dem S-Bahnhof Johannisthal an der Bahnstrecke Berlin–Görlitz sowie dem S-Bahnhof Oberspree an der Zweigbahn nach Spindlersfeld an das Berliner S-Bahn-Netz angeschlossen. In Niederschöneweide verkehren die S-Bahn-Linien S8, S9, S45, S46, S47 und S85. Der Bahnhof Schöneweide wird seit März 2016 durch die Regionalbahnlinie RB24 Eberswalde – Berlin – Senftenberg bedient. Durch Niederschöneweide fahren die Straßenbahnlinien M17, 21, 37, 60 und 67 sowie zahlreiche Buslinien.

### Straßen und Plätze im Ortsteil
Der Ortsteil verfügt über 36 Straßen und Plätze, die im entsprechenden Hauptartikel näher beschrieben sind.

### Öffentliche Einrichtungen

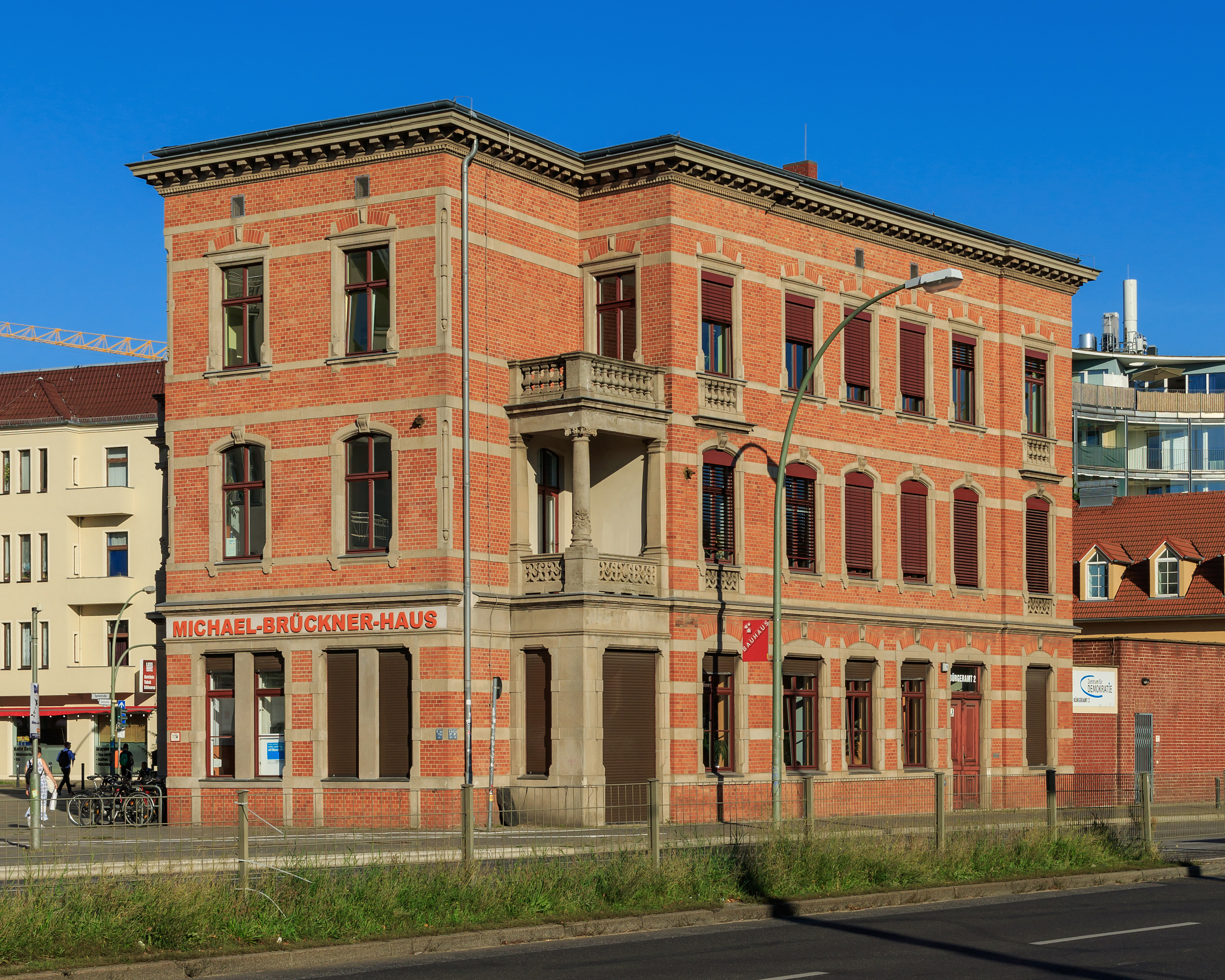
Michael-Brückner-Haus, altes Amtshaus

Bürgeramt II des Bezirks Treptow-Köpenick, Michael-Brückner-Straße 1 (Michael-Brückner-Haus)

### Bildung
Niederschöneweide besitzt zwei städtische Kindertagesstätten, zwei staatliche Schulen (eine Grundschule und ein Gymnasium), die freie Kreativitätsgrundschule am Birkenwäldchen sowie die Hochschule für Schauspielkunst Ernst Busch. 1993 wurde die Freie Waldorfschule Berlin Südost in Niederschöneweide gegründet.

## Persönlichkeiten

### Söhne und Töchter des Ortsteils
- Max Buntzel (1850–1907), königlicher Gartenbaudirektor
- Lilly Wolff (1896–1942), Opfer des Holocaust
- Egmont Schaefer (1908–2004), Zeichner und Maler
- Lukas Ruegenberg (* 1928), Illustrator

### Mit Niederschöneweide verbundene Persönlichkeiten
- Adolph Thiem (1832–1923), Kunstsammler, lebte in Niederschöneweide
- Paul Thiem (1858–1922), Maler und Grafiker, in Niederschöneweide aufgewachsen
- Wilhelm Reimann (1882–1952), Politiker (SPD), Gemeindevertreter in Niederschöneweide
- Martha Ruben-Wolf (1887–1939), Ärztin in Niederschöneweide
- Ernst Schneller (1890–1944), KPD-Reichstagsabgeordneter, wohnte in der Berliner Straße 70a, die am 31. Juli 1947 seinen Namen erhielt
- Michael Brückner (1939–1998), 1990 erster frei gewählter Bürgermeister des Bezirks Treptow, lebte in Niederschöneweide